# Рахметов, Ержан Оразович
Ержан Оразович Рахметов (3 апреля 1961, c. Науалы, Урджарский район, Семипалатинская область, КССР, СССР)  — казахстанский политический и общественный деятель. Депутат Мажилиса Парламента Республики Казахстан (1999—2011).

## Биография
Рахметов Ержан Оразович родился 3 апреля 1961 года в с. Науалы Урджарского района Семипалатинской области. Казах.
В 1978 году окончил среднеобразовательную школу в с. Науалы Урджарского района Семипалатинской области. 
В 1979 году поступил в Алма-Атинский институт инженеров железнодорожного транспорта на специальность «Автоматика, телемеханика и связь», успешно закончил, получив квалификацию инженера-электрика.
В 1983 - 1985 годах служил в рядах Советской Армии, лейтенант запаса.      
В 2001 году получил высшее экономическое образование, окончив Казахский экономический университет имени Турара Рыскулова по специальности «Финансы и кредит», квалификация инженер-экономист.
В 2012 году окончил Казахский экономический университет имени Турара Рыскулова IBS (MBA) по специальности «Финансовый менеджмент» и получил квалификацию Магистра Делового Администрирования.  

## Трудовая деятельность
Трудовую деятельность начал в 1983 году в качестве электромеханика на 11-й Дистанции сигнализации и связи Алма-Атинской железной дороги, ст. Семипалатинск.
С 1985 по 1992 годы работал на заводе «Металлист» г.Алма-Аты в должности заместителя начальника энерго-механического отдела, главного энергетика завода, главного энергетика объединения,начальника цеха № 1.
С 1992 по 1999 годы работал в ТОО «Сонар Нефтепродукты» в должности технического директора, начальника управления нефтепродуктов, вице-президента, заместителя генерального директора, Генерального директора.
С 3 января 2012 года по настоящее время - Председатель Совета директоров ТОО «Концерн Сонар».
С марта 2012 года по настоящее время - Советник Президента авиакомпании АО «Эйр Астана».

## Выборные должности, депутатство
С октября 1999 года по ноябрь 2004 года - депутат Мажилиса Парламента Республики Казахстан ІІ (второго) созыва. Избран на альтернативной основе среди 14 кандидатов по одномандатному избирательному округу №16 Восточно-Казахстанской области, выдвинут Республиканской партией «Отан». Член Комитета по вопросам экологии и природопользованию.
С ноября 2004 года по сентябрь 2007 года - депутат Мажилиса Парламента Республики Казахстана ІІІ (третьего) созыва. Избран на альтернативной основе среди 7 кандидатов по одномандатному избирательному округу №24 Восточно-Казахстанской области, выдвинут Республиканской партией «Отан». Член Комитета по экономической реформе и региональному развитию.
С сентября 2007 года по декабрь 2011 года - депутат Мажилиса Парламента Республики Казахстан ІV (четвертого) созыва по партийному списку НДП «Нур Отан». Член Комитета по экономической реформе и региональному развитию.

## Награды и звания
Имеет патент на изобретение, является «Почетным строителем Республики Казахстан».

За достижения высоких показателей в работе, а также за плодотворную государственную и общественную деятельность был награжден: 
- орденом «Қүрмет» (2005)
- нагрудным знаком «Барыс» (2011)
- «Қазақстан Республикасының тәуелсiздiгiне 10 жыл» (2001)
- «Қазақстан Конституциясына 10 жыл» (2005)
- «Қазақстан Республикасының Парламентiне 10 жыл» (2005)
- «10 жыл Астана» (2008)
- Медаль «Совет МПА СНГ» (2008)
- «Қазақстан Республикасының тәуелсiздiгiне 20 жыл» (2011)
- Медаль «Ұржар ауданына 90 жыл » (2018).

В знак признания за активное участие в общественно-политической жизни региона и за заслуги в развитии экономики области присвоены звания:
- «Почетный гражданин Бескарагайского района ВКО» (2005)
- «Почетный гражданин г. Курчатов ВКО» (2007)
- «Почетный гражданин г.Семей ВКО» (2014)
- «Почетный гражданин Урджарского района ВКО» (2017)
- «Почетный гражданин Абайского района ВКО» (2018).

## Семья
Супруга - Рахметова Ардак Надировна,1964 года рождения, врач.
Дети - Гульжан (1986г.р.), Даулет (1989г.р.), Салтанат (1993г.р.).